# Dionysia haussknechtii
Dionysia haussknechtii là một loài thực vật có hoa trong họ Anh thảo. Loài này được Bornm. & Strauss mô tả khoa học đầu tiên năm 1904.